# 펜실베이니아 애비뉴
펜실베이니아 애비뉴(영어: Pennsylvania Avenue)는 워싱턴 D.C.와 메릴랜드주 프린스조지스군에 있는 대각선 도로로, 백악관과 미국 국회의사당을 연결하고 도시를 가로질러 메릴랜드주로 이어진다. 메릴랜드주에서는 어퍼말보로에서 MD 717로 가는 메릴랜드 4번 도로(MD 4번 도로)가 있으며, 여기서 스테파니 로퍼 고속도로(Stephanie Roper Highway)가 된다. 백악관과 의회 사이의 구간은 "미국의 중심가"라고 불리며, 공식 퍼레이드와 시위 행진이 있는 곳이다. 게다가, 펜실베니아 애비뉴는 중요한 통근 도로이며 국가 고속도로 시스템의 일부이다. 주요 시설로는 주미국 멕시코 대사관이 대표적이다.